# WY Близнецов
WY Близнецов (лат. WY Geminorum, HD 42474) — тройная звезда в созвездии Близнецов на расстоянии (вычисленном из значения параллакса) приблизительно 5183 световых лет (около 1589 парсек) от Солнца.
Пара первого и второго компонентов — двойная затменная переменная звезда (E:). Видимая звёздная величина звезды — от +9,8m до +8,89m. Орбитальный период — около 23550 суток (64,5 года).

## Характеристики
Первый компонент — оранжево-красный сверхгигант, пульсирующая медленная неправильная переменная звезда (LC) спектрального класса M2epIab, или M2Iab, или M3p, или K5. Масса — около 6,531 солнечных, радиус — около 520,44 солнечных, светимость — около 13478,108 солнечных. Эффективная температура — около 3762 К.
Второй компонент — бело-голубая звезда спектрального класса B2V-B3V. Масса — около 15-20 солнечных.
Третий компонент — оранжевый карлик спектрального класса K. Масса — около 811,02 юпитерианских (0,7742 солнечных). Удалён в среднем на 2,796 а.е..